# متروی سنت پترزبورگ
متروی سنت پترزبورگ (به روسی: Петербу́ргский метрополитен) سامانه راه‌آهن زیرزمینی شهر سنت پترزبورگ در کشور روسیه است. متروی سنت پترزبورگ در ۱۵ نوامبر سال ۱۹۵۵ افتتاح شده است. طراحی‌های بجامانده از دوران جماهیر متحد شوروی، این سامانه ترابری را به یکی از جذاب‌ترین و برازنده‌ترین متروهای جهان تبدیل کرده است. به دلیل وضعیت خاص زمین‌شناسی شهر سنت پترزبورگ، متروی این شهر جزو عمیق‌ترین سامانه‌های زیرزمینی دنیا قرار می‌گیرد. همچنین از لحاظ متوسط عمق ایستگاه‌ها، این مترو عمیق‌ترین متروی جهان است. این سامانهٔ ترتبری با جابجایی ۲٫۱۵ میلیون مسافر در روز، از لحاظ شلوغی در ردهٔ شانزدهم جهان قرار دارد.

## خطوط
| رنگ مخصوص و شماره | نام                              | نام به زبان روسی                  | زمان افتتاح    | زمان افتتاح اخیرترین ایستگاه | طول (کیلومتر) | تعداد ایستگاه‌ها | مدت سفر از اولین تا آخرین ایستگاه |
| ----------------- | -------------------------------- | --------------------------------- | -------------- | ---------------------------- | ------------- | --------------- | --------------------------------- |
| Line 1            | خط یک (Kirovsko-Vyborgskaya)     | Линия ۱ (Кировско-Выборгская)     | ۱۵ نوامبر ۱۹۵۵ | ۲۹ دسامبر ۱۹۷۸               | ۲۹٫۶          | ۱۹              | ۴۷ دقیقه                          |
| Line 2            | خط دو (Moskovsko-Petrogradskaya) | Линия ۲ (Московско-Петроградская) | ۲۹ آوریل ۱۹۶۱  | ۲۲ دسامبر ۲۰۰۶               | ۳۰٫۱          | ۱۸              | ۴۷ دقیقه                          |
| Line 3            | خط ۳ (Nevsko-Vasileostrovskaya)  | Линия ۳ (Невско-Василеостровская) | ۲۰ دسامبر ۱۹۶۷ | ۲۹ دسامبر ۱۹۸۴               | ۲۴٫۳          | ۱۰              | ۳۲ دقیقه                          |
| Line 4            | خط ۴ (Pravoberezhnaya)           | Линия ۴ (Правобережная)           | ۳۰ دسامبر ۱۹۸۵ | ۷ مارس ۲۰۰۹                  | ۱۱٫۱          | ۸               | ۱۹ دقیقه                          |
| Line 5            | خط ۵ (Frunzensko-Primorskaya)    | Линия ۵ (Фрунзенско-Приморская)   | ۲۰ مارس ۲۰۰۸   | ۲۸ دسامبر ۲۰۱۲               | ۲۰٫۱          | ۱۲              | ۳۰ دقیقه                          |
| مجموع:            | مجموع:                           | مجموع:                            | مجموع:         | مجموع:                       | ۱۱۳           | ۶۷              |                                   |